# 汐之宮站
汐之宮站（日语：／ Shionomiya eki */?）是位於大阪府河內長野市，屬於近畿日本鐵道長野線的鐵路車站。

## 車站構造
本站為側式月台1面1線的地面車站。

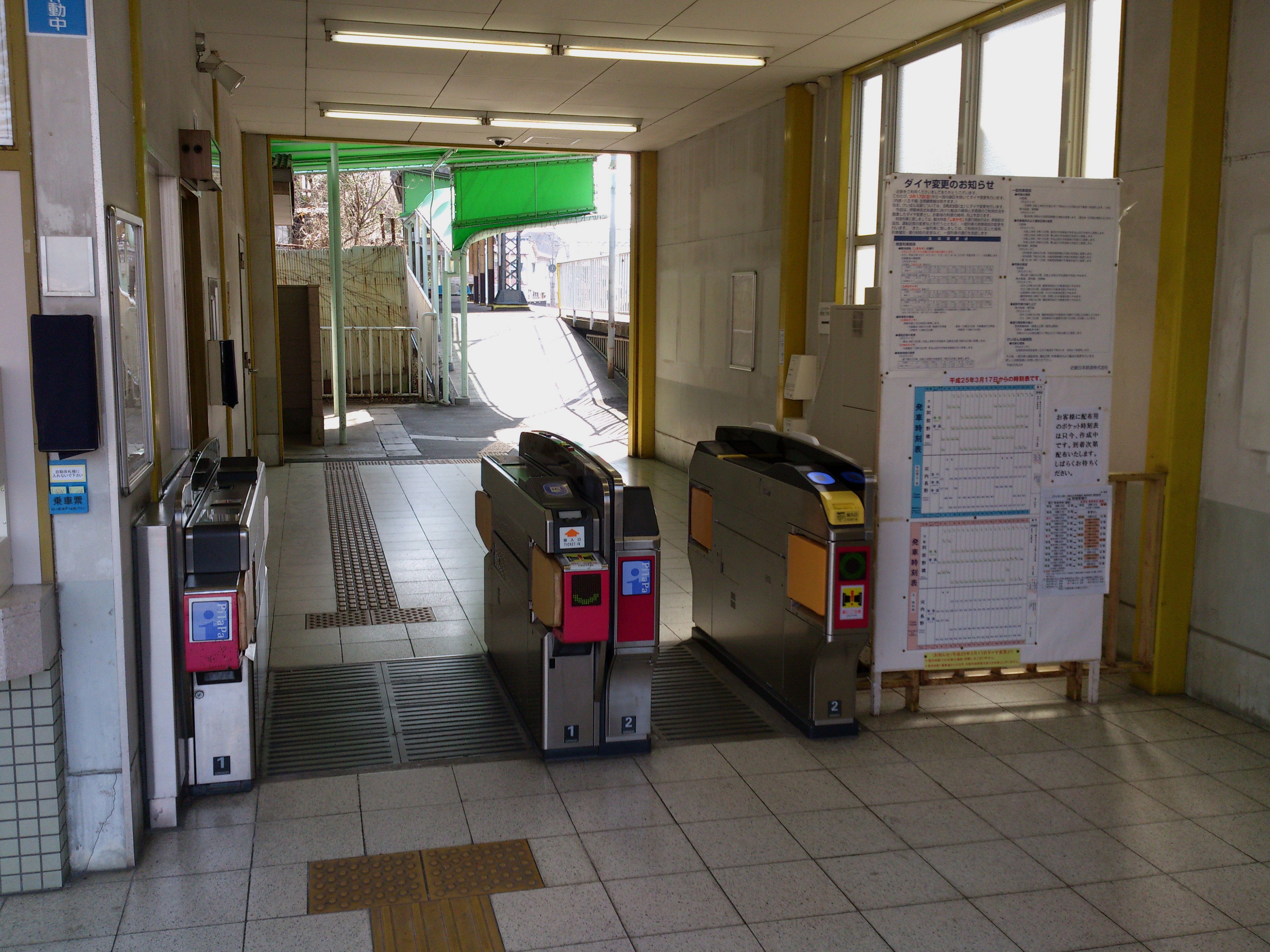
驗票閘口（2013年3月）
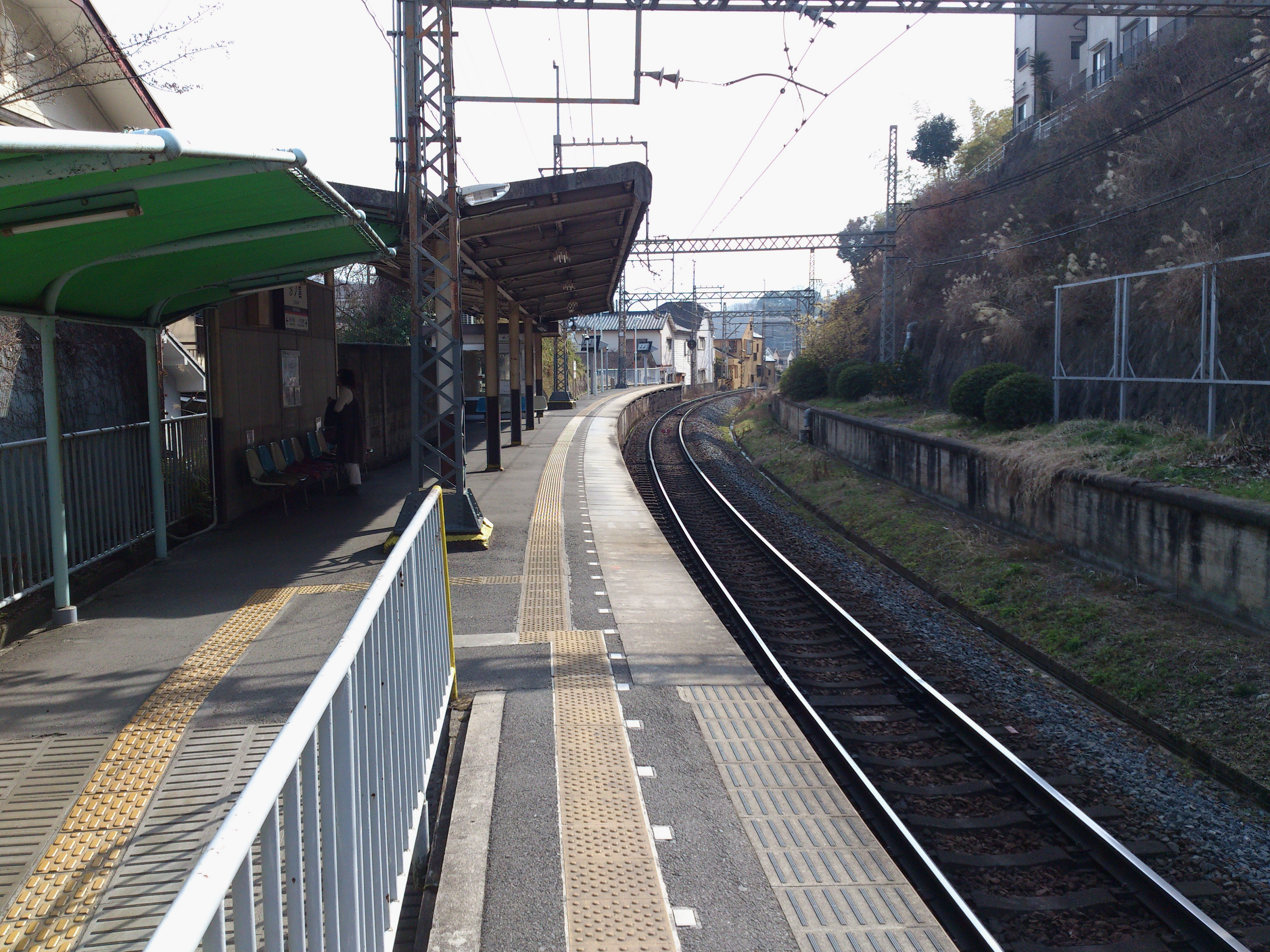
月台（2013年3月）
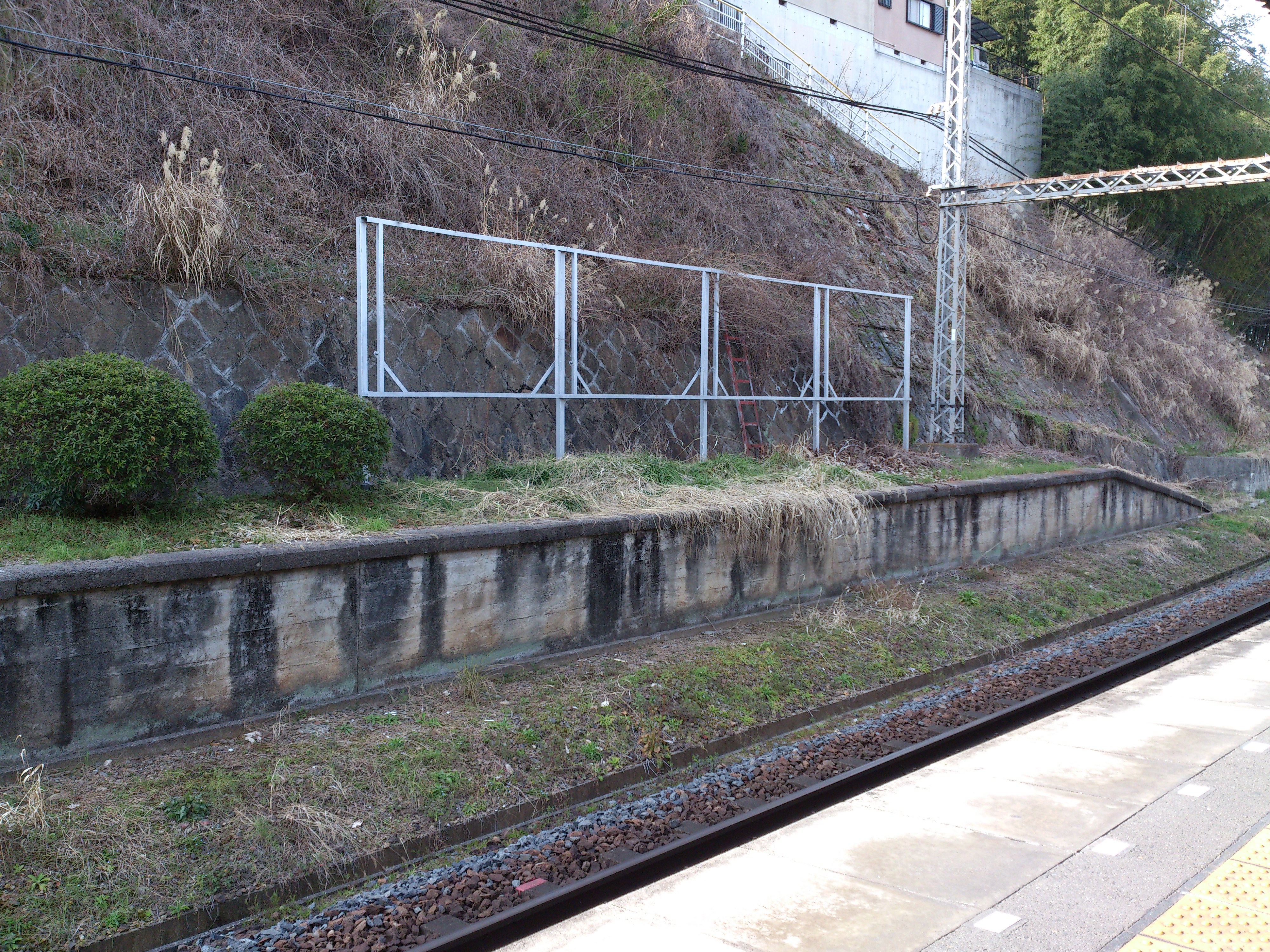
月台痕迹

## 相鄰車站
近畿日本鐵道
 長野線
■急行、■準急、■普通
瀧谷不動（O-21）－汐之宮（O-22）－河內長野（O-23）

## 外部連結
- 汐之宮 - 近畿日本鐵道